# Derecha Democrática Española
Derecha Democrática Española (DDE) fue un partido político español fundado como coalición el 21 de diciembre de 1978, y activo durante los últimos años de la Transición. Fue presentado oficialmente en un acto en Madrid el 15 de enero de 1979. Posteriormente fue constituido como partido político el 9 de junio de 1979. El 8 y 9 de diciembre de 1979 se celebró su primer congreso en Madrid.
Sus líderes eran Federico Silva Muñoz, exministro de Franco, y Jesús Barros de Lis, antiguo opositor al franquismo. 
Estaba integrado por los siguientes partidos:
- Acción Democrática Española (Federico Silva Muñoz)
- Unión Nacional Española (Gonzalo Fernández de la Mora)
- Unión Regional Andaluza (Luis Jáudenes)
- Unión Demócrata Cristiana (Jesús Barros de Lis)
- Partido Nacional Independiente (Artemio Benavente)
- Centro Popular (Juan Pérez de Alhama)

Inicialmente también formó parte de la coalición la Confederación de Partidos Conservadores, sin embargo en enero de 1979 este se trasladó a la Coalición Democrática.
El secretario regional de Andalucía fue el periodista del diario El Alcázar Ismael Medina. Pretendido por Fuerza Nueva para su integración en Unión Nacional, no se llegó a un acuerdo. Finalmente, desapareció en 1983.